# Kees Zwamborn
Kees Zwamborn (né le 28 mars 1952 à Alblasserdam) est un ancien défenseur néerlandais de football devenu entraîneur.

## Biographie
En 2010, il a été brièvement sélectionneur de l'équipe du Suriname olympique de football.

## Palmarès (entraîneur)
NAC Breda
- Champion de D2 en 1999-2000.